# Zmierzch bogów (opera)
Zmierzch bogów (niem. Götterdämmerung) – czwarta część dramatu muzycznego Pierścień Nibelunga. Dzieło składa się z prologu i trzech aktów. Libretto i muzykę napisał Richard Wagner.
Tytuł dramatu jest odpowiednikiem nordyckiego pojęcia Ragnarök.

## Historia
Prapremiera „Zmierzchu bogów” miała miejsce 17 sierpnia 1876 w Bayreuth, w czasie pierwszego kompletnego wykonania „Pierścienia Nibelunga”, w specjalnie na potrzeby dzieł Wagnera wzniesionym Festspielhaus.

## Osoby

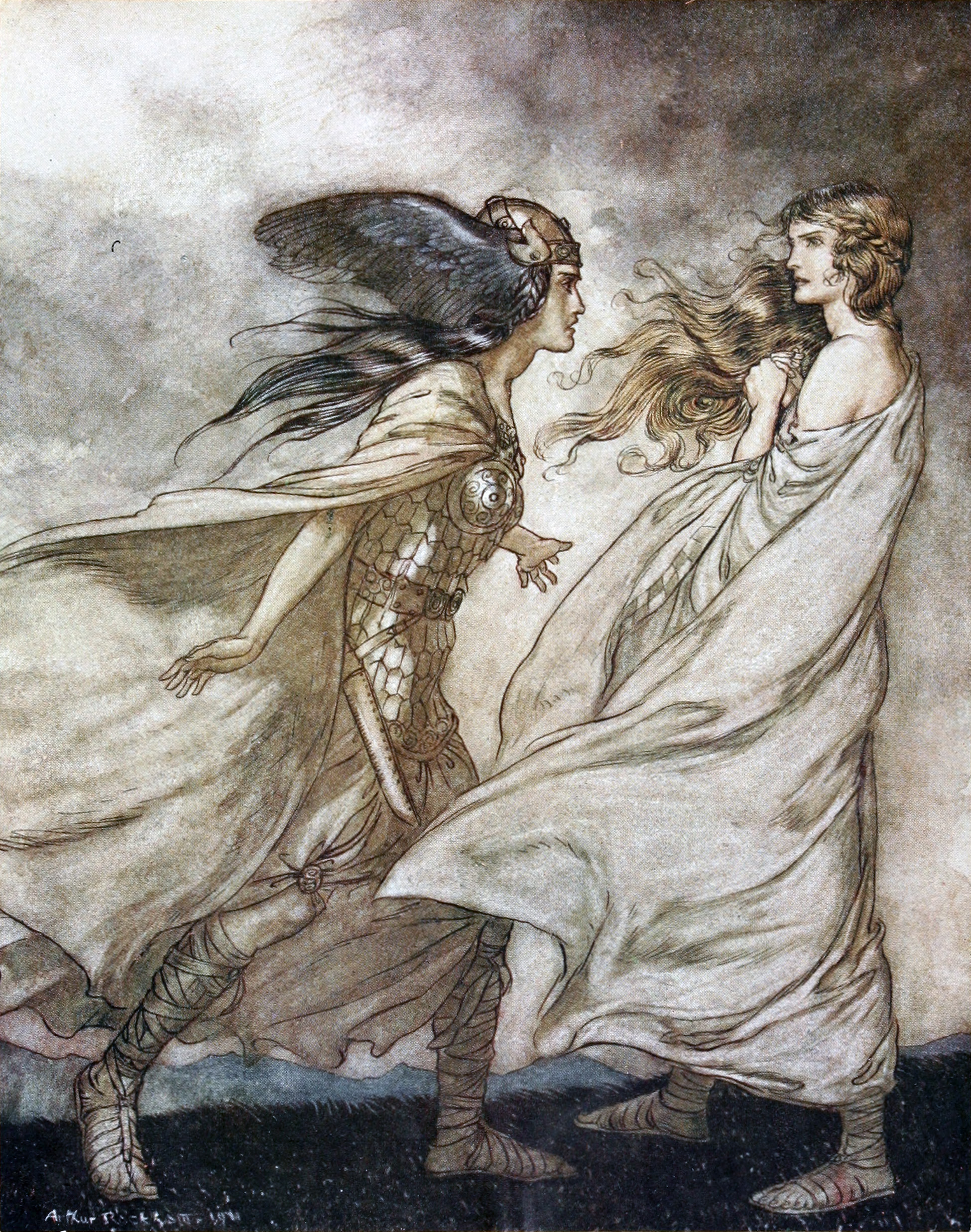
Zygfryd i Waltruate, autorstwa Arthura Rackhama

- Zygfryd (Siegfried) – tenor
- Brunhilda (Brünnhilde) – sopran
- Gunther – bas-baryton
- Gutrune – sopran
- Hagen – bas
- Alberyk (Alberich) – bas-baryton
- Waltraute – mezzosopran
- Pierwsza Norna – kontralt
- Druga Norna – mezzosopran
- Trzecia Norna – sopran
- Woglinde – sopran
- Wellgunde – sopran
- Flosshilde – mezzosopran

Wasale Gunthera, kobiety.

## Treść

### Prolog
Trzy Norny, córki Erdy, zbierają się niedaleko skały Brunhildy. Tkają linę przeznaczenia, śpiewając o przeszłości i przyszłości. Nagle ich lina urywa się; opłakując swą utraconą mądrość, Norny znikają.
Wstaje nowy dzień. Pojawiają się Zygfryd i Brunhilda. Zygfryd odziany jest w zbroję; Brunhilda wysyła go w świat, aby dokonał nowych heroicznych czynów, oddając mu swego rumaka o imieniu Grane. Zygfryd przysięga jej swą miłość i daje tytułowy pierścień, który zdobył po walce ze smokiem Fafnerem.

### Akt I
Gunther, władca Gibichungów, siedzi w sali tronowej wraz ze swoją siostrą, Gutrune, i przyrodnim bratem, Hagenem. Hagen radzi mu znaleźć żonę dla siebie i męża dla Gutrune; proponuje Brunhildę i Zygfryda, przedstawia także swój plan: Gutrune da Zygfrydowi napój miłosny – pod jego wpływem bohater przyprowadzi Guntherowi Brunhildę, aby pojąć jego siostrę za żonę.
Wkrótce Zygfryd pojawia się na dworze Gibichungów. Mile witany przez Gunthera, wypija napój od Gutrune, wznosząc toast za Brunhildę i ich miłość. Jednak po wypiciu magicznego napoju zapomina o Brunhildzie i zakochuje się w Gutrune. Zgodnie z planem Hagena Zygfryd podejmuje się zdobycia żony dla Gunthera, który opowiada mu o Brunhildzie. Zygfryd i Gunther zawiązują braterstwo krwi i Zygfryd odjeżdża.
W tym samym czasie Brunhildę odwiedza jej siostra, Waltraute. Opowiada ona o tym, jak któregoś dnia Wotan wrócił ze złamaną włócznią oraz błaga byłą walkirię, aby oddała pierścień córkom Renu, gdyż klątwa pierścienia rani ich ojca (Wotan siedzi teraz w Walhalli, czekając na koniec; wysyła tylko na świat swoje kruki, by przynosiły mu wieści). Brunhilda odmawia jednak oddania pierścienia, podarunku od Zygfryda, i Waltraute odjeżdża.
Przybywa Zygfryd z magicznym hełmem (Tarnhelm) na głowie, dzięki któremu wygląda jak Gunther, i mówi Brunhildzie, że ma zostać jego żoną. Brunhilda stawia opór; Zygfryd podporządkowuje ją sobie, zabierając pierścień z jej palca i wkładając na własny.

### Akt II
Alberyk utwierdza Hagena w jego planach zdobycia pierścienia. O świcie pojawia się Zygfryd, którego wita Gutrune. Wkrótce przybywa Gunther z Brunhildą i ogłasza ją swoją żoną. Jednocześnie oddaje rękę siostry Zygfrydowi. Brunhilda dostrzega pierścień na palcu Zygfryda i oskarża go o kradzież. Odurzony eliksirem bohater odrzuca te oskarżenia i przysięga, że nie zrobił nic złego. Następnie prowadzi Gutrune na uroczystość zaślubin. Zrozpaczona Brunhilda, przekonana o zdradzie Zygfryda, wskazuje Hagenowi miejsce na ciele młodzieńca, w którym rana może być dla niego śmiertelna.

### Akt III

#### Odsłona 1
Trzy córki Renu kąpią się w rzece. Pojawia się Zygfryd, który zabłąkał się podczas polowania. Córki Renu błagają go, aby oddał im pierścień. W przeciwnym razie czeka go śmierć. Zygfryd zatrzymuje jednak pierścień. Przybywa reszta myśliwskiej drużyny. Na prośbę Hagena Zygfryd opowiada dzieje swojego życia. Pod wpływem tego wraca mu pamięć. Niestety, jest już za późno. Syn Alberyka zabija go, a Zygfryd kona z imieniem Brunhildy na ustach. Rycerze Gunthera niosą na tarczy zwłoki bohatera do zamku.

#### Odsłona 2
W zamku toczy się spór o pierścień, podczas którego Hagen zabija Gunthera. Nie udaje mu się jednak zdjąć pierścienia z palca Zygfryda. Może to zrobić jedynie Brunhilda – prawowita małżonka martwego bohatera, która decyduje się spłonąć razem z nim na stosie. Córki Renu wydobywają pierścień z popiołów i zatapiają ciało Hagena w rzece. W oddali widać olbrzymią łunę – to płomień stosu Zygfryda niszczy siedzibę bogów – Walhallę.